# Aldo Nadi
Aldo Nadi (Livorno, 29 april 1899 – Los Angeles, 10 november 1965) was een Italiaans schermer en de broer van Nedo Nadi. Nadi nam deel aan de Olympische Zomerspelen 1920 en won daarop drie gouden medailles, een voor elk schermonderdeel. Tevens won hij zilver in de individuele sabel. Enkel zijn eigen broer deed het beter. In 1935 emigreerde hij naar de Verenigde Staten, waar hij zijn eigen schermschool opende.

## Palmares
- Olympische Zomerspelen
  - 1920
    -  - Floret team
    -  - Degen team
    -  - Sabel team
    -  - Sabel individueel